# Афелиды
Афели́ды (лат. Aphelida) — таксон родственных грибам протистов из группы опистоконт. Описано 11 видов в составе 4 родов, все являются внутриклеточными паразитами или паразитоидами планктонных водорослей.

## Общая характеристика

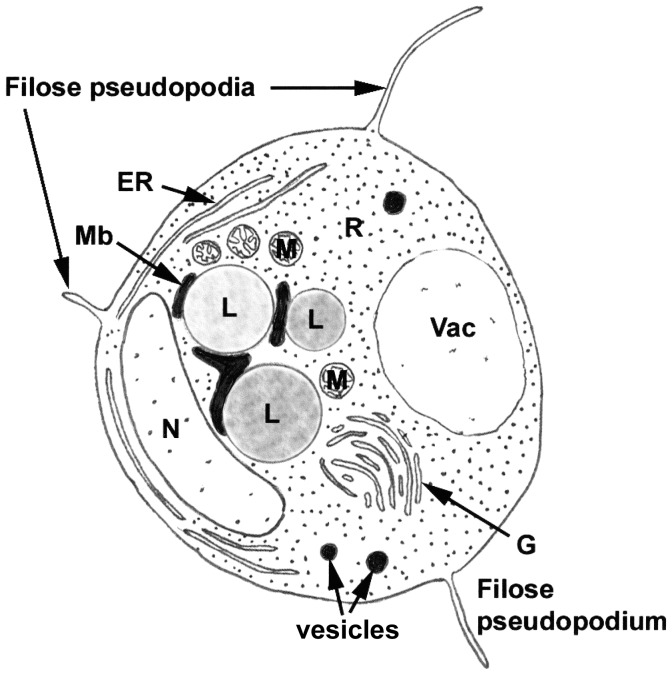
Схема строения амебоидной споры Amoeboaphelidium protococcarum.
ER — эндоплазматический ретикулум, G — аппарат Гольджи, L — липидные глобулы, M — митохондрии, MB — микротельца, N — ядро, R — рибосомы, VAC — вакуоль.

Споры афелид характеризуются чрезвычайно микроскопическими размерами и обычно не превышают 3—4 микрометров в диаметре. В отличие от своих родственников микроспоридий, у которых митохондрии были редуцированы, и аппарат Гольджи подвергся крайней степени модификации, афелиды обладают классическим набором органелл эукариотической клетки. Запасные питательные вещества обычно представлены в виде липидных включений, лежащих в цитоплазме. Аксонема жгутика, если он присутствует, имеет классическое строение «9+2». Амебоидные споры (род Amoeboaphelidium) формируют тонкие псевдоподии — филоподии, содержащие хорошо развитые актиновые микрофиламенты.
Процесс проникновения паразитоида в клетку хозяина ещё не был детально изучен, однако было отмечено, что в этом активно принимает участие мощно развитая вакуоль, которая во время внедрения занимает терминальное положение и, «раздуваясь», буквально выталкивает амебоидный зародыш в клетку хозяина. Аналогичная особенность присутствует в процессе инвазии у микроспоридий. Оказавшись внутри клетки хозяина афелиды активно поглощают её содержимое за счет фагоцитоза, пищеварение происходит в мощно развитой пищеварительной вакуоли, где обычно формируется ярко окрашенное «остаточное тело», представляющее собой остатки не переварившегося материала хозяйской клетки. Деление ядер при формировании плазмодия осуществляется за счет закрытого внутриядерного плевромитоза, полового процесса пока обнаружено не было.

## Жизненный цикл

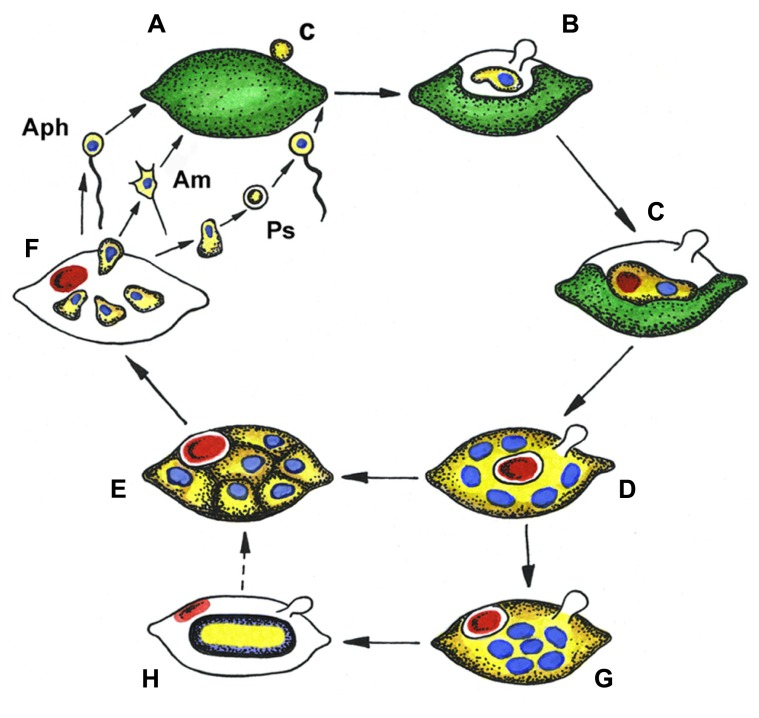
Генерализованная схема жизненного цикла 3 родов афелид: Aphelidium (Aph), Amoeboaphelidium (Am) и Pseudaphelidium (Ps).
A — контакт зооспоры с поверхностью клетки хозяина,
B — внедрение в клеку хозяина,
C — амебоидный паразит с ядром (обозначено синим) и остаточным телом (обозначено красным) питается содержимым клетки хозяина,
D — многоядерный плазмодий занимает все пространство хозяйской клетки,
E — деление плазмодия на одноядерные клетки,
F — зрелые зооспоры покидают клетку хозяина,
G — стадия, предворяющая формирование покоящийся споры,
H — покоящаяся спора.

Одножгутиковая или амебоидная (в зависимости от конкретного рода) зооспора контактирует с клеткой хозяина и инцистируется. Из цисты в клетку водоросли внедряется амебоидный паразитоид, который приступает к питанию путём фагоцитоза. Цитоплазма и различные органеллы хозяйской клетки поглощаются афелидой и поступают в центральную вакуоль, где происходит пищеварение. Паразитоид растет, в некоторый момент занимая весь объём клетки хозяина и превращаясь в многоядерный плазмодий, с «остаточным телом» на месте пищеварительной вакуоли. Вокруг каждого ядра обособляется участок цитоплазмы, в результате чего формируются новые зооспоры, покидающие клетку хозяина. Некоторые афелиды способны формировать толстостенные покоящиеся споры внутри хозяйской клетки, однако, этот процесс пока остается почти не изученным.

## Систематическое положение

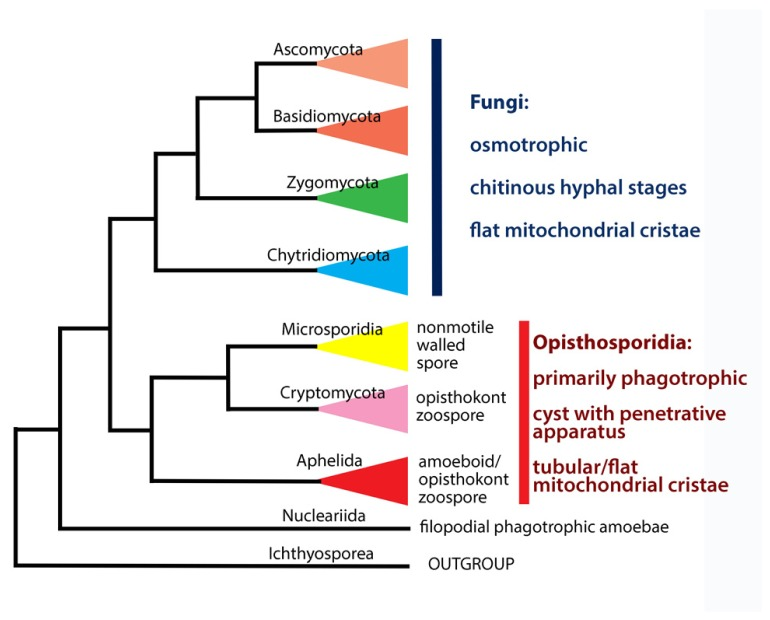
Филогенетическое древо группировки «Holomycota». Афелиды вместе с микроспоридиями и группой Cryptomycota формируют сестринский грибам таксон.

Несмотря на то, что афелиды были известны очень давно (род Aphelidium был описан в 1885 году), только в 2000 году все три рода были объединены в единый таксон. На основании морфологических и биологических данных был предложен класс Aphelidea в составе группы ризарий. Современные филогенетические исследования, выполненные на молекулярном уровне, демонстрируют, что ближайшими родственниками афелид являются микроспоридии и криптомицеты. Вместе эти таксоны формируют внутри опистоконт сестринскую группировку по отношению к грибам.